# Dracaena reflexa
Dracaena reflexa ist eine Pflanzenart aus der Gattung der Drachenbäume (Dracaena) in der Familie der Spargelgewächse (Asparagaceae). Das Artepitheton reflexa (lat. reflexus) bedeutet rückwärts gedreht, rückwärts gebogen.

## Beschreibung
Die Pflanze bildet einen Stamm aus, oft auch mehrstämmig verzweigend. Sie kann etwa 4 bis 5 m hoch werden, selten bis zu 6 m. Als Zimmerpflanze bleibt sie dagegen deutlich kleiner. Dracaena reflexa ist relativ langsamwüchsig. Die Laubblätter von Dracaena reflexa sind verkehrt-lanzettlich geformt und werden etwa 12 bis 16 cm lang. Die Blätter sind ledrig und grün und an der Basis 1,5 bis 5 cm breit.
Die kleinen Blüten sind weiß und stehen in traubigen Blütenständen.
Die Chromosomenzahl beträgt 2n = 38, 40 oder 42.

## Systematik und Verbreitung
Heimisch ist Dracaena reflexa auf Mauritius, Madagaskar, Mosambik und einigen weiteren Inseln im Indischen Ozean. Als Zierpflanze sowie als Zimmerpflanze ist sie heute weit verbreitet.
Die Erstbeschreibung erfolgte 1786 durch Jean-Baptiste de Lamarck. Synonyme für Dracaena reflexa Lam. sind Dracaena reflexa var. typica H.Perrier (1936), Draco reflexa (Lam.) Kuntze (1891), Lomatophyllum reflexum (Lam.) Bojer (1837) und  Pleomele reflexa (Lam.) N.E.Br. (1914).
Man kennt bei Dracaena reflexa die folgenden Varietäten:
- Dracaena reflexa var. angustifolia : Die  Varietät Dracaena reflexa var. angustifolia besitzt abweichend vom Typ magentafarbene (statt weiße) Blüten und olivgrüne Blätter. Sie kommt auf Inseln im westlichen Indischen Ozean vor.[3]
- Dracaena reflexa var. bakeri (Scott Elliot) H.Perrier: Sie kommt im südöstlichen Madagaskar vor.[3]
- Dracaena reflexa var. brevituba H.Perrier: Sie kommt im zentralen Madagaskar vor.[3]
- Dracaena reflexa var. condensata H.Perrier: Sie kommt im südöstlichen Madagaskar vor.[3]
- Dracaena reflexa var. lanceolata H.Perrier: Sie kommt in Madagaskar vor.[3]
- Dracaena reflexa var. linearifolia Ayres ex Baker: Sie kommt in Madagaskar, Mauritius und auf Réunion vor.[3]
- Dracaena reflexa var. nervosa H.Perrier: Sie kommt in Madagaskar vor.[3]
- Dracaena reflexa var. occidentalis H.Perrier: Sie kommt im westlichen und südwestlichen Madagaskar vor.[3]
- Dracaena reflexa var. parvifolia Thouars ex H.Perrier: Sie kommt im östlichen Madagaskar vor.[3]
- Dracaena reflexa var. reflexa: Sie kommt im nordöstlichen Mosambik, in Madagaskar, auf Mauritius, Réunion und auf Aldabra vor.[3]
- Dracaena reflexa var. salicifolia (Regel) Baker: Sie kommt in Madagaskar vor.[3]
- Dracaena reflexa var. subcapitata H.Perrier: Sie kommt im östlichen Madagaskar vor.[3]
- Dracaena reflexa var. subelliptica H.Perrier: Sie kommt im östlichen Madagaskar vor.[3]

## Nutzung
Auf Madagaskar ist die Pflanze eine Heilpflanze in der traditionellen Medizin.

## Nachweise